# Kara Taitz
Kara Eve Taitz (* 11. Mai 1981 in New York City, New York) ist eine US-amerikanische Schauspielerin, die vor allem durch ihre Rollen in Hotel Zack & Cody und The Hard Times of RJ Berger wesentliche Bekanntheit erlangte.

## Leben und Karriere
Die um das Jahr 1981 als Tochter von Dr. Yaakov Taitz und seiner Ehefrau Marci J. Taitz in New York City im US-Bundesstaat New York geborene Kara Taitz begann ihre Karriere noch in sehr jungen Jahren, als sie anfangs allerdings nur ihre Familie unterhielt. Außerdem hat die jüdisch aufgewachsene Kara Taitz auch noch eine knapp zwei Jahre ältere Schwester mit dem Namen Naomi Elyse Taitz. Laut ihrer Personenbeschreibung auf der offiziellen Homepage des Fernsehsenders MTV sang Kara Taitz schon, bevor sie überhaupt sprechen konnte. Während ihrer Schulzeit besuchte sie unter anderem die bekannte Fiorello H. LaGuardia High School of Music & Art and Performing Arts in Manhattan und war danach an der NYU Tisch School of the Arts aktiv, wo sie eine weitere professionelle Ausbildung erhielt. Anfangs nur in kleineren Produktionen tätig, kam sie gleich nach ihrem Abschluss nach Los Angeles, um dort ihre Schauspielkarriere voranzutreiben. Dort bekam sie bald darauf eine wiederkehrende Rolle in der Fernsehserie Hotel Zack & Cody angeboten, wo sie im Jahre 2007 gleich in zehn verschiedenen Episoden in der Rolle der Millicent zu sehen war. Noch im gleichen Jahr hatte sie auch einen Gastauftritt in Samantha Who?, gefolgt von einer weiteren Gastrolle in Die Zauberer vom Waverly Place. 2009 wurde der erste Fernsehfilm, an dem sie als Schauspielerin beteiligt war, fertiggestellt. Im Film Operating Instructions ist sie in einer Nebenrolle als Marie Krastack zu sehen. Bald darauf folgte ein erfolgreiches Casting für die MTV-Serie The Hard Times of RJ Berger, wo sie von August 2010 bis Mai 2011 die Rolle der Lily Miran spielte, einem der Hauptcharaktere.

## Filmografie
- 2007: Hotel Zack & Cody (The Suite Life of Zack & Cody, Fernsehserie, 1 Episode)
- 2007: Samantha Who? (Fernsehserie, 1 Episode)
- 2008: Die Zauberer vom Waverly Place (Wizards of Waverly Place, Fernsehserie, 10 Episoden)
- 2009: Operating Instructions (Fernsehfilm)
- 2010–2011: The Hard Times of RJ Berger (Fernsehserie, 24 Episoden)